# Burg Saint-Paul

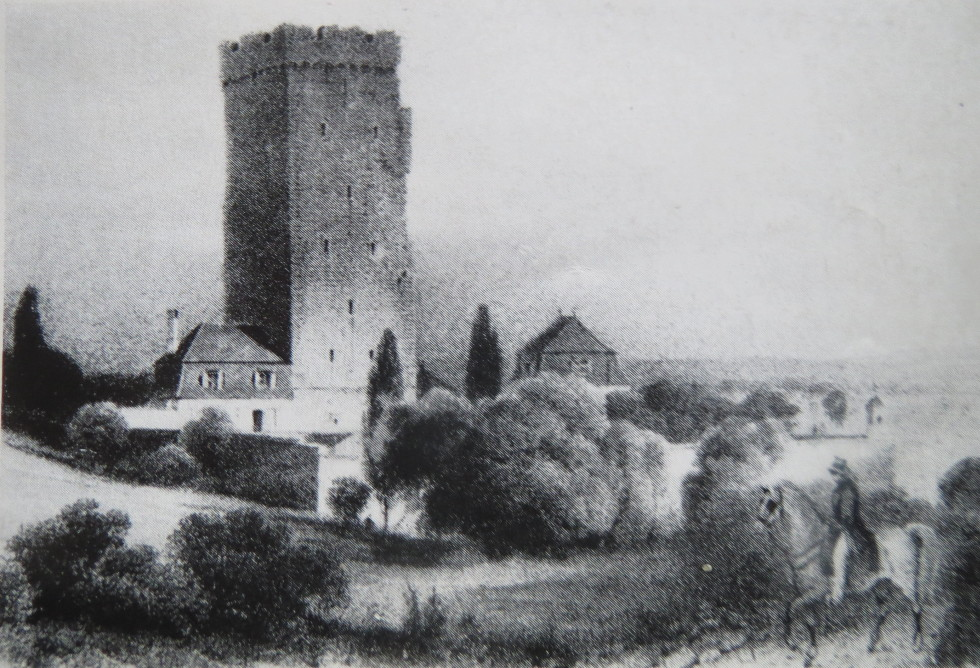
Burg Saint-Paul, Ansicht 1839

Die Burg Saint-Paul (deutsch St. Paul, auch Paulinerschloss) bei Weißenburg im Elsass bildete im Mittelalter zusammen mit der Burg St. German und weiteren Anlagen eine vorgelagerte Verteidigungslinie für das Reichskloster Weißenburg.

## Geografische Lage
Die Burg liegt nördlich von Weißenburg am beginnenden Aufstieg zu Pfälzerwald und Nordvogesen, nur etwa 200 Meter von der Grenze zwischen Deutschland und Frankreich entfernt.

## Geschichte
Die Burg ging aus einer Kapelle hervor, die schon in der Zeit um 800 bezeugt ist. Auch später hatte die Burg immer eine Burgkapelle. Die Burg ist seit dem 11. Jh. nachweisbar. Nach einer Zerstörung im 13. Jh. wurde sie unter Abt Edelin (1262–1293) wiedererrichtet.
Die Burg war als Lehen des Klosters und späteren Stifts Weißenburg an die Grafen von Leiningen vergeben, die damit die Herren von Fleckenstein als Unterlehen beliehen hatten.
Im Weißenburger Krieg (1469–1472) besetzten die kurpfälzischen Angreifer auf Weißenburg und das Kloster am 7. Januar 1469 die Burg St. Paul und nutzten sie als Ausgangs- und Rückzugsort bei ihren Angriffen auf Stadt und Kloster. Am 6. August 1470 schlossen das Kloster und die Stadt Weißenburg ein Bündnis mit Herzog Ludwig I. von Pfalz-Zweibrücken und den Grafen von Leiningen. Am 10. August 1470 stürmte diese Allianz die Burg und vertrieb die kurpfälzische Besatzung.
Bei der Burg bestand eine winzige Siedlung, die vor dieser Fehde zwei steuerpflichtige Einwohner hatte.
Die Burg wurde nach der Beschädigung im Weißenburger Krieg wieder aufgebaut. Seit der Französischen Revolution befindet sie sich in Privatbesitz.